# La Ceinture du grand froid
La Ceinture du grand froid est la trentième histoire de la série Spirou et Fantasio de Nic Broca et Raoul Cauvin. Elle est publiée pour la première fois dans Spirou du no 2276 au no 2284.

## Résumé
Alors que Spirou est allongé sur la plage parmi bon nombre de vacanciers, Fantasio l'entraine pour lui présenter un vieux navire qu'il vient d'acheter. Spirou considère l'achat farfelu au vu de l'état du bateau. Malgré cela, après une brève réparation, Spirou, Fantasio et Spip partent en croisière. Alors que la météo était ensoleillée, ils finissent soudainement par arriver dans une zone dont le climat ressemble au pôle nord, mais les trois scientifiques habitant l'île voisine leur expliquent que cette "ceinture de froid" est provoquée artificiellement pour faire fuir les éventuels intrus et que l'île est fictive également. D'ailleurs, si Jefferson, l'un d'entre eux, considère Spirou et Fantasio comme dignes de confiance, Boris est plus sceptique.
En arrivant sur l'île, Jefferson montre à Spirou et Fantasio des semelles qui permettent de marcher sur l'eau. Les trois scientifiques présentent également à Spirou et Fantasio un vaisseau interplanétaire construit afin de fuir la Terre, craignant que les grandes puissances essayent d'exploiter leur génie à des fins militaires. C'est alors qu'une alarme retentit sur l'île pour signaler une intrusion. Or, la « ceinture du grand froid » n'éloigne pas les mercenaires menés par le commandant Alexander car ils sont à bord d'un sous-marin. Ce qu'ils veulent, c'est enlever les trois scientifiques. 
Mais Spirou et Fantasio parviennent à les ralentir suffisamment longtemps par exemple en masquant leur périscope pour faire croire qu'il fait encore nuit ou en fonçant sur sur le canot pneumatique des marins du commandant Alexander grâce au bateau acheté par Fantasio, de plus crevé par Spip. Cependant Fantasio commet l'imprudence d'intervenir alors que les marins étaient à l'eau et que ce n'était pas nécessaire. Encerclé par les marins, Fantasio est capturé et Spirou, qui doit éviter avec le bateau les tirs du canon du sous-marin, ne peut pas le secourir. Fantasio est alors ligoté et jeté à l'eau. Cependant bien qu'il ne puisse pas nager les bras ligotés il parvient à rejoindre l'île car ses agresseurs ont commis l'erreur de ne pas lui enlever ses semelles qui marchent sur l'eau.
Spirou et Fantasio retardent encore les intrus en activant la ceinture du grand froid alors que le sous-marin est à la surface et que Kalloway, le second du commandant Alexander, emmène avec lui des marins dans un autre canot pneumatique, le Dinghy, pour capturer les scientifiques. De ce fait, le canot pneumatique se retrouve soudainement prisonnier des glaces. Avant de partir, les trois savants ont laissé à Spirou et Fantasio une boite noire qui contient des résultats de leurs recherches.
Spirou et Fantasio coupent la ceinture du grand froid pour repartir en bateau. Du coup la glace fond alors que les marins avaient commencé à marcher dessus pour approcher de l’île mais ils réussissent à remonter dans le Dinghy. Le bateau de Spirou est Fantasio est pris en chasse par le sous-marin car le commandant Alexander décide de le torpiller pour leur faire payer leur résistance. Mais il torpille à la fois le bateau et le Dinghy de ses marins car Spirou et Fantasio avaient fait demi-tour en direction du canot.
Pendant ce temps-là, les trois scientifiques s'enfuient grâce à leur vaisseau spatial sans être vus du sous-marin. Par la même occasion, ils font exploser leur île artificielle, en ayant préalablement prévenu Spirou et Fantasio d'évacuer, pour faire croire qu'ils sont tous morts. En effet, le commandant Alexander croit alors avoir torpillé l'île. Le bateau acheté par Fantasio a été détruit par une torpille mais les deux héros ont quitté celui-ci avant qu'ils ne soit touché et grâce à leurs semelles qui marchent sur l'eau ils parviennent à monter sur un chalutier qui les ramène à terre.
Alors que quelques jours plus tard les deux héros sont de nouveau sur la plage, ils reçoivent un signe des trois scientifiques qui leur montrent leur réussite en envoyant de la neige sur la plage. Spirou et Fantasio exultent dans un premier temps avant de rentrer chez eux...frigorifiés !

## Personnages
- Spirou
- Fantasio
- Spip
- Le commandant Alexander (première apparition)
- Kalloway (première apparition)
- Jefferson (première apparition)
- Boris (première apparition)
- Karl (première apparition)

## Historique
En reprenant la série avec cet album, le duo Broca-Cauvin n'avait pas obtenu l'autorisation de réutiliser d'autres personnages que Spirou, Fantasio et Spip. Ils furent donc contraints de créer des personnages secondaires entièrement nouveaux.

## Publication

### Revues
- Publié pour la première fois dans le journal de Spirou du no 2276 au no 2284.

### Album
Cet album est le premier d'un triptyque, ayant pour suite La Boîte noire puis Les Faiseurs de silence.